# 加当库尔 (瓦兹河谷省)
加当库尔（法語：Gadancourt，法語發音：[ɡadɑ̃kuʁ] ⓘ）是法国法兰西岛大区瓦兹河谷省的一个旧市镇，属于蓬图瓦兹区。2018年，加当库尔并入市镇阿韦尔讷。

## 地理
加当库尔（49°5'46"N, 1°51'25"E）面积4.68 平方千米，位于法国法蘭西島大區瓦兹河谷省，该省份为法国北部内陆省份，北起瓦兹省，西接厄尔省，南至塞纳-圣但尼省、上塞纳省和伊夫林省，东临塞纳-马恩省。
与加当库尔接壤的市镇（或旧市镇、城区）包括：科姆尼、阿韦尔讷、韦克桑地区吉里、维迪若利维拉日。

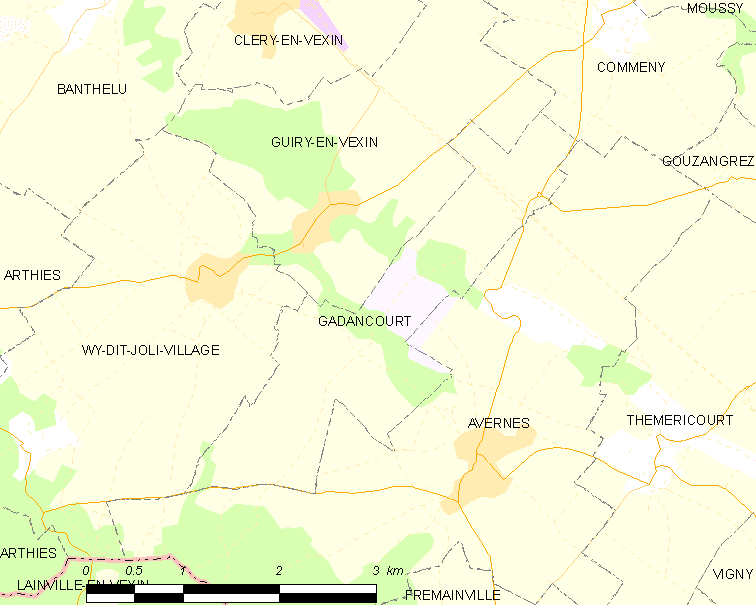
的OSM定位图

加当库尔的时区为UTC+01:00、UTC+02:00（夏令时）。

## 行政
加当库尔的邮政编码为95450，INSEE市镇编码为95259。

## 政治
加当库尔所属的省级选区为沃雷阿勒县。

## 人口

1962-2008年间人口变化图示

加当库尔于2015时的人口数量为83人。